# Joyce Roberts
Joyce Roberts, verheiratete  Joyce Miller (* im 20. Jahrhundert) ist eine ehemalige englische Tischtennis-Nationalspielerin aus den 1950er Jahren. Sie nahm an zwei Weltmeisterschaften teil.

## Werdegang
Joyce Roberts begann 1947 mit dem Tischtennissport. 1951 wurde sie für die Weltmeisterschaft in Wien nominiert. Hier kam sie im Mannschaftswettbewerb gegen Jugoslawien und Italien zum Einsatz, wo sie alle Spiele gewann. Am Ende gewann das englische Team Bronze. Sowohl im Doppel mit Elisabeth Pithie (Schottland) als auch im Mixed mit Brian Kennedy erreichte sie das Viertelfinale.
1954 nahm sie nochmals an der WM im eigenen Land teil, trat jedoch nur in den Individualwettbewerben an. Hier kam sie nicht in die Nähe von Medaillenrängen.

## Privat
Im September 1949 heiratete Joyce Roberts den englischen Tischtennis-Nationalspieler Tony Miller.

## Turnierergebnisse
| Verband | Veranstaltung     | Jahr | Ort     | Land | Einzel    | Doppel        | Mixed         | Team |
| ------- | ----------------- | ---- | ------- | ---- | --------- | ------------- | ------------- | ---- |
| ENG     | Weltmeisterschaft | 1954 | Wembley | ENG  | letzte 32 | letzte 16     | letzte 32     |      |
| ENG     | Weltmeisterschaft | 1951 | Wien    | AUT  | letzte 64 | Viertelfinale | Viertelfinale | 3    |